# Ladislau IV de Polònia
Ladislau IV de Polònia (polonès: Władysław IV Waza)  (Łobzów, 9 de juny de 1595 - Merkinė, 20 de maig de 1648) fou rei de Polònia. Fill de Segimon III i d'Anna d'Habsburg. Tsar de Rússia (1611 - 1613) i rei de la mancomunitat polonesa-lituana (1632 - 1648), i legalment, però no de forma efectiva, rei de Suècia fins a 1648.
El 1610, amb 15 anys, va ser elegit pels boiars com Tsar de Rússia com Ladislau I, durant els disturbis que van seguir la mort de Borís Godunov. La seva elecció va ser part de la intenció del seu pare Segimon III de conquerir el conjunt de Rússia i convertir al catolicisme al seu poble. No obstant això, no va poder mai Ladislau regnar a Rússia, perquè els seus seguidors eren provisionals i depenia de la política interna, entre les fluctuacions dels boiars. Es va acontentar a portar el títol, sense poder, fins a 1634. El 1613, Miquel I de Rússia, fundador de la dinastia Romanov és elegit per la Sobor zemské (assemblea representativa).

escut d' armes de la dinastia vassa.

Va portar a terme dues expedicions sobre Moscou (1612 i 1617-1618). Durant la Primera Guerra del Nord va lluitar contra els russos als que va obligar a signar la pau de Polanov el 1634, en què va obtenir els territoris de Daugava i el Dnièper.
Va tractar de conciliar els protestants i catòlics en el simposi a Toruń, va derrotar els moscovites transformat la pau de Déoulino, negociada pel seu pare, en pau perpètua, i va aconseguir la consolidació de la posició de Polònia en el Mar Bàltic després de la conclusió de treva amb Suècia. Va morir mentre els cosacs d'Ucraïna començaven a revoltar-se contra els senyors polonesos.
Es va casar amb la seva cosina germana Cecília Renata d'Habsburg, filla de l'emperador Ferran II i de  Maria Anna de Baviera. Aquest matrimoni no va tenir descendència, i en segones núpcies es va casar amb Maria Lluïsa de Gonzaga, Princesa de Màntua i de Nevers, de la qual tampoc va tenir successió.